# Sešlar
Sešlar je priimek več znanih Slovencev:
- Simon Sešlar (*1974), nogometaš
- Svit Sešlar (*2002), nogometaš
- Vera Sešlar-Založnik (*1950), industrijska oblikovalka